# Pinacothèque vaticane
La Pinacothèque vaticane est un département des musées du Vatican à Rome. Dans son actuel bâtiment, elle a été ouverte au public le 27 octobre 1932, sous le pontificat du pape Pie XI (1922-1939).

## Histoire
C'est sous le pontificat du pape Pie VI que les premiers jalons de la future Pinacothèque sont posés dans ce qui s'appelait alors la Galerie des Tableaux. Après la restitution par la France, sur injonction du Congrès de Vienne (1815), des tableaux qui avaient été extorqués durant les conquêtes napoléoniennes, malgré la stricte neutralité des États pontificaux, la galerie originelle ne suffisait plus. Le pape Pie VII, en 1817, décide d'abord de faire aménager cinq salles dans les appartements Borgia pour les recevoir.
Mais l'insuffisance de l'éclairage de cet emplacement finit par amener le pape Grégoire XVI à faire transférer l'ensemble des toiles dans l'Appartement de Pie V, dans le Palais apostolique. Le pape S. Pie X fait procéder à son tour à des réaménagements structurels. Il fonde d'abord l'organisme de la Pinacothèque vaticane et dédie à celle-ci l'une des immenses galeries dépendant de la Bibliothèque vaticane. L'espace fut alors réaménagé en tenant compte du critère chronologique dans la présentation des tableaux. La Pinacothèque comprenait donc alors :
- l'ancienne Pinacothèque vaticane ;
- la collection des tableaux du Palais du Latran, la résidence des papes du IVe au XIIIe siècle ;
- les peintures de la collection de la Bibliothèque vaticane ;
- les tableaux des réserves et des appartements pontificaux.

Enfin, en 1932, le pape Pie XI ordonne la construction, toute nouvelle, du grand bâtiment de l'actuelle Pinacothèque, divisée en dix huit salles d'exposition, avec des réserves, des ateliers de restauration (aujourd'hui dotés d'installations technologiques de pointe), une bibliothèque et des archives. Le bâtiment, conçu selon les plans de l'architecte Luca Beltrami, s'élève dans la partie nord du vaste Jardin Carré qu'avait fait aménager le pape Pie IX (1846-1878). Le pape Pie XI vient en personne l'inaugurer, le 27 octobre 1932. En 1973, sous le pontificat du pape Paul VI, un département d'art contemporain vient s'ajouter aux collections, parallèle à celui qui existe aussi dans les Appartements Borgia, voulu par le même pape.

## Collection
Les dix-huit salles de la Pinacothèque vaticane présentent par ordre chronologique et topologique des peintures italiennes du XIe au XIXe siècle, à thème surtout religieux. On y trouve en particulier des chefs-d'œuvre majeures des collections pontificales remontant à la Renaissance et à la période baroque, notamment et respectivement de Giotto, de Fra Angelico, du Pérugin, de Léonard de Vinci, de Raphaël, de Melozzo da Forlì, du Titien, de Véronèse, du Caravage, du Guerchin, de Guido Reni, de Carlo Maratta, etc.

## Œuvres majeures

Anges musiciens, Melozzo da Forli.

- Pietro Lorenzetti (1280-1348) : Jésus devant Pilate ;
- Simone Martini : Le Rédempteur qui bénit, détrempe sur bois, vers 1315-1320 ;
- Giotto (1267-1337) : Triptyque Stefaneschi, détrempe sur bois, env. 1330 ;
- Ambrogio di Baldese : La Nativité du Christ ;
- Gentile da Fabriano :
  - Vie de Saint Nicolas de Bari ;
  - L'Annonciation ;
- Le Sassetta : 
  - La Vision de Saint Thomas d'Aquin ;
  - Vierge d'Humilité
- Fra Angelico : 
  - Épisodes de la vie de Saint Nicolas de Bari,
  - Vierge à l'Enfant entre Saint-Dominique, Sainte Catherine d'Alexandrie et des anges, détrempe sur bois, env.1440-1445 ;
- Filippo Lippi : Couronnement Marsuppini, détrempe sur bois, env. 1444 ;
- Lucas Cranach l'Ancien : Pietà ;
- Melozzo da Forli : 
  - Les Anges musiciens, fresque déposée, env.1480,
  - Sixte IV nommant l'humaniste Platina conservateur de la Bibliothèque du Vatican, fresque transposée sur toile, env. 1480-1481 ;
- Ercole de’ Roberti : Miracles de Saint Vincent Ferrier ;
- Giovanni Bellini : Pietà, huile sur bois, env. 1470-1475 ;
- Antonio Vivarini : Saint Antoine abbé et autres saints ;
- Carlo Crivelli :
  - Vierge à l'enfant avec un Frère franciscain priant, 1482,
  - Pietà, 1488-1489,
- Léonard de Vinci : Saint Jérôme en ermite, huile sur bois, env.1482 ;
- Le Pérugin : Retable des Décemvirs, ou Vierge à l'enfant et Saint Laurent, saints Ludovic de Toulouse, Herculanus et Constant, détrempe sur bois, 1495-1496 ;

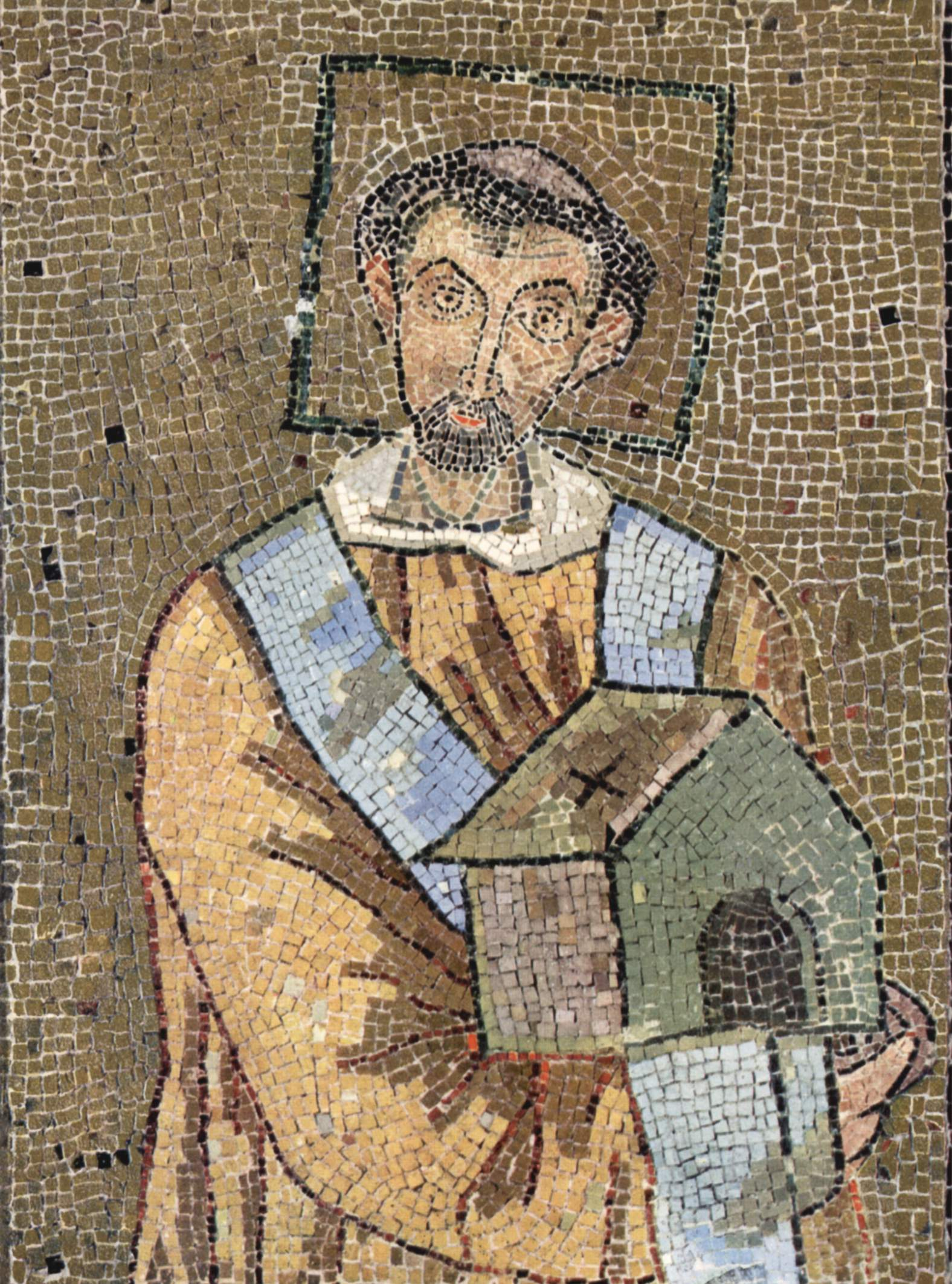
Mosaïque byzantine.
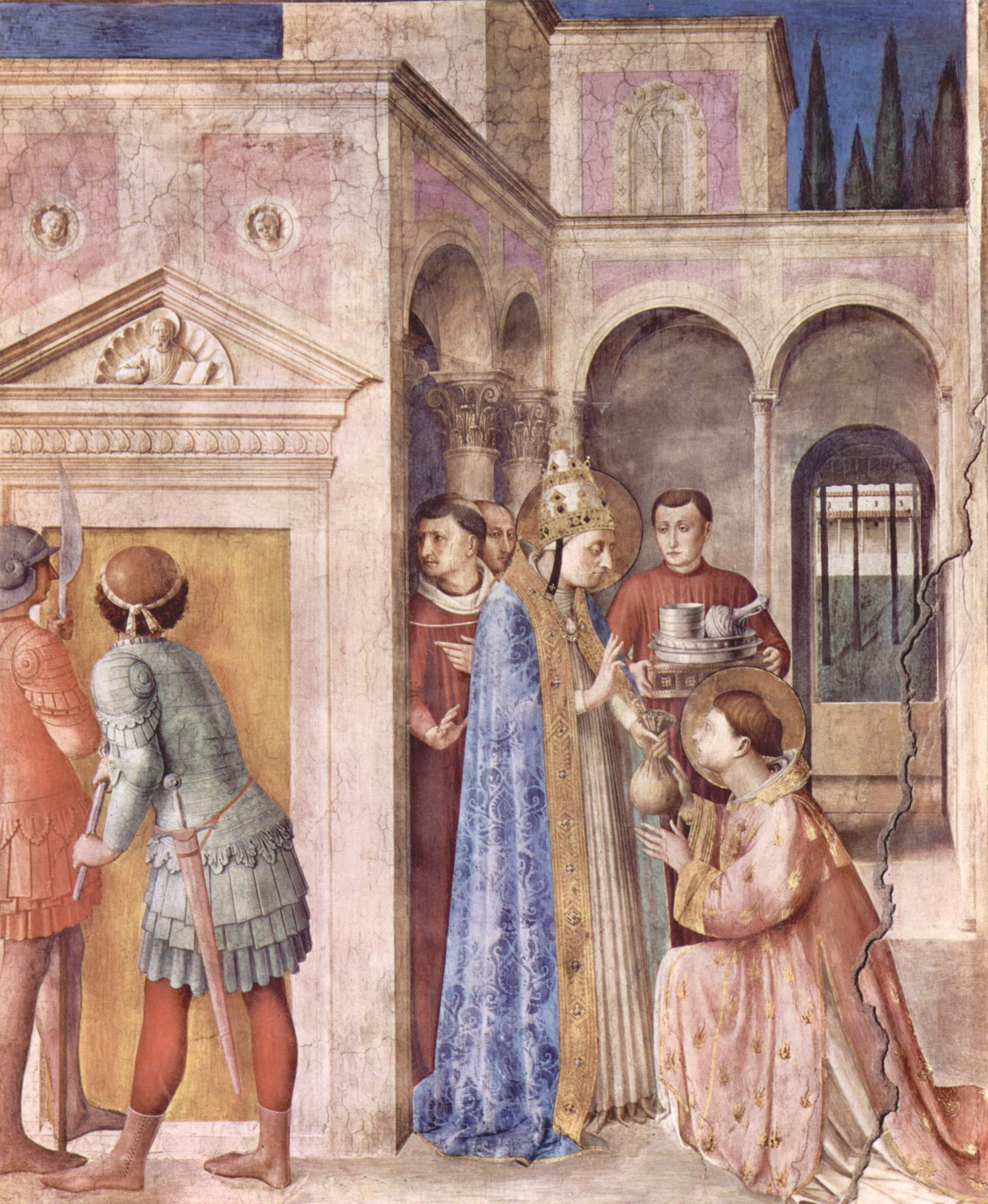
Fresque, Fra Angelico.
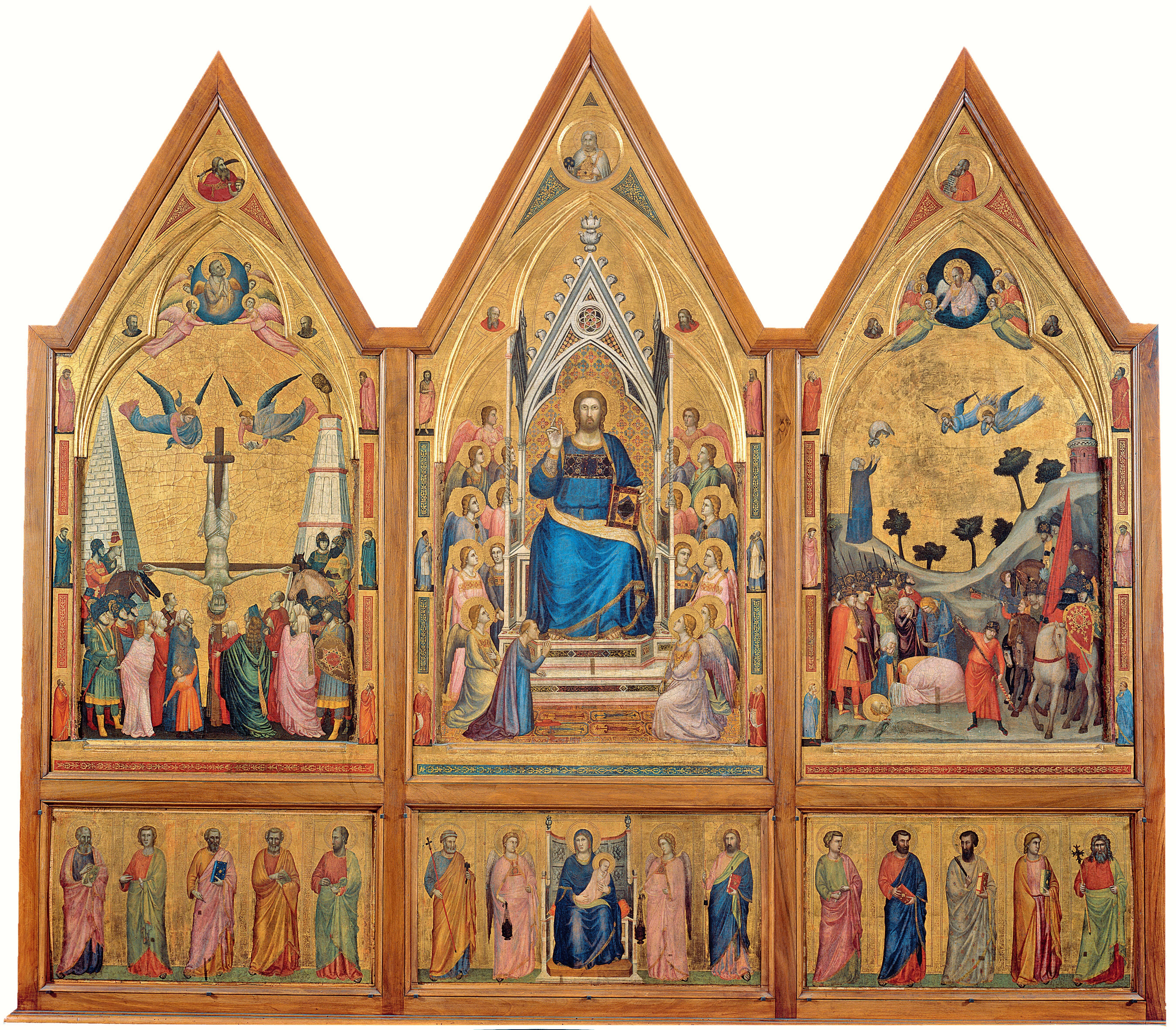
Triptyque Stefaneschi, Giotto.
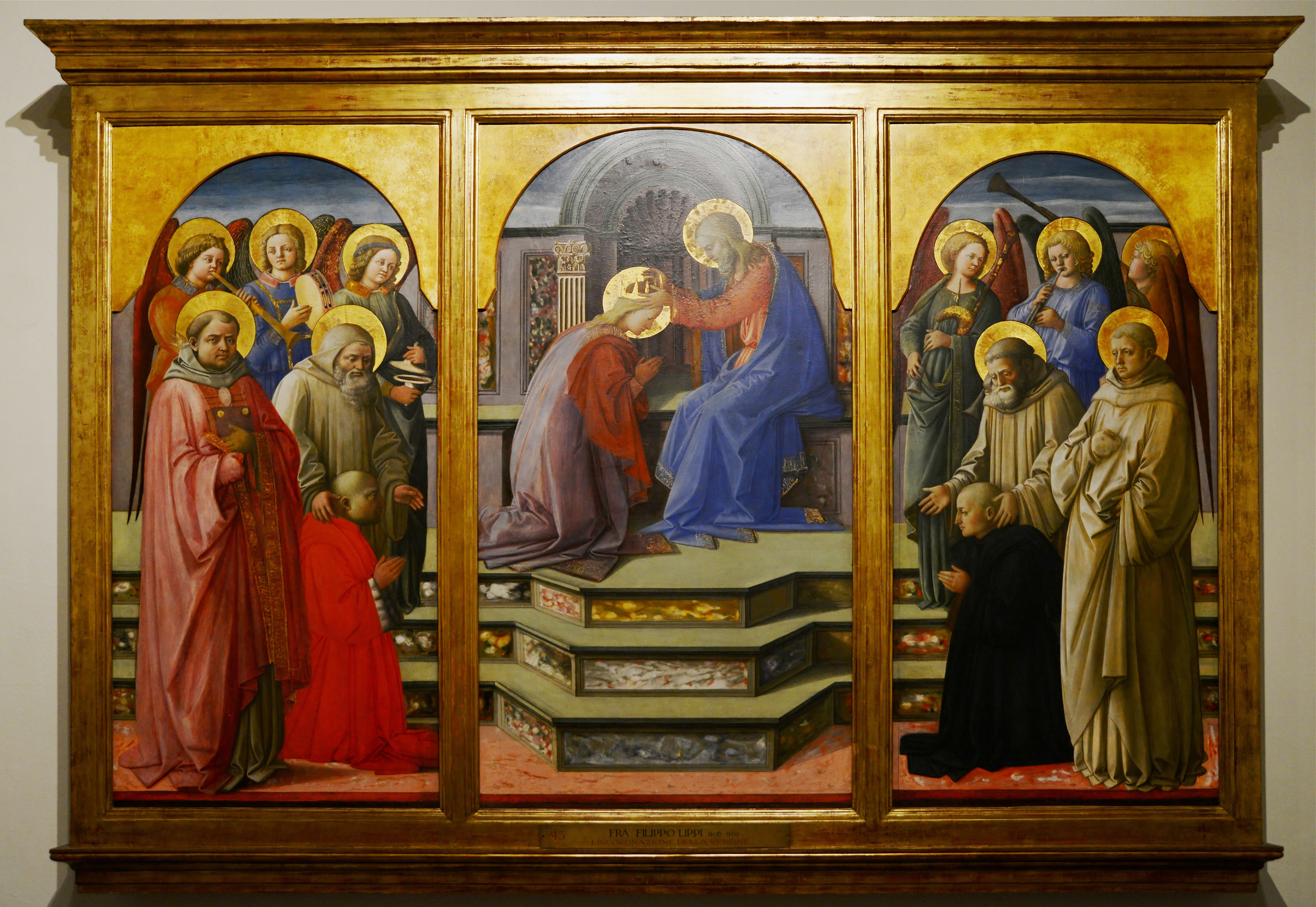
Couronnement Marsuppini, Fra Filippo Lippi.
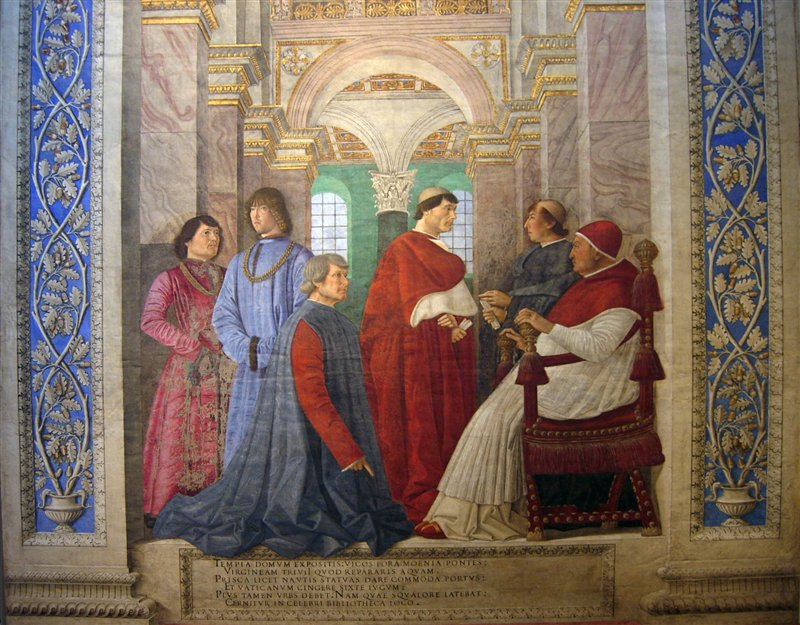
Sixte IV nommant l'humaniste Platina conservateur de la Bibliothèque du Vatican, Melozzo da Forli.
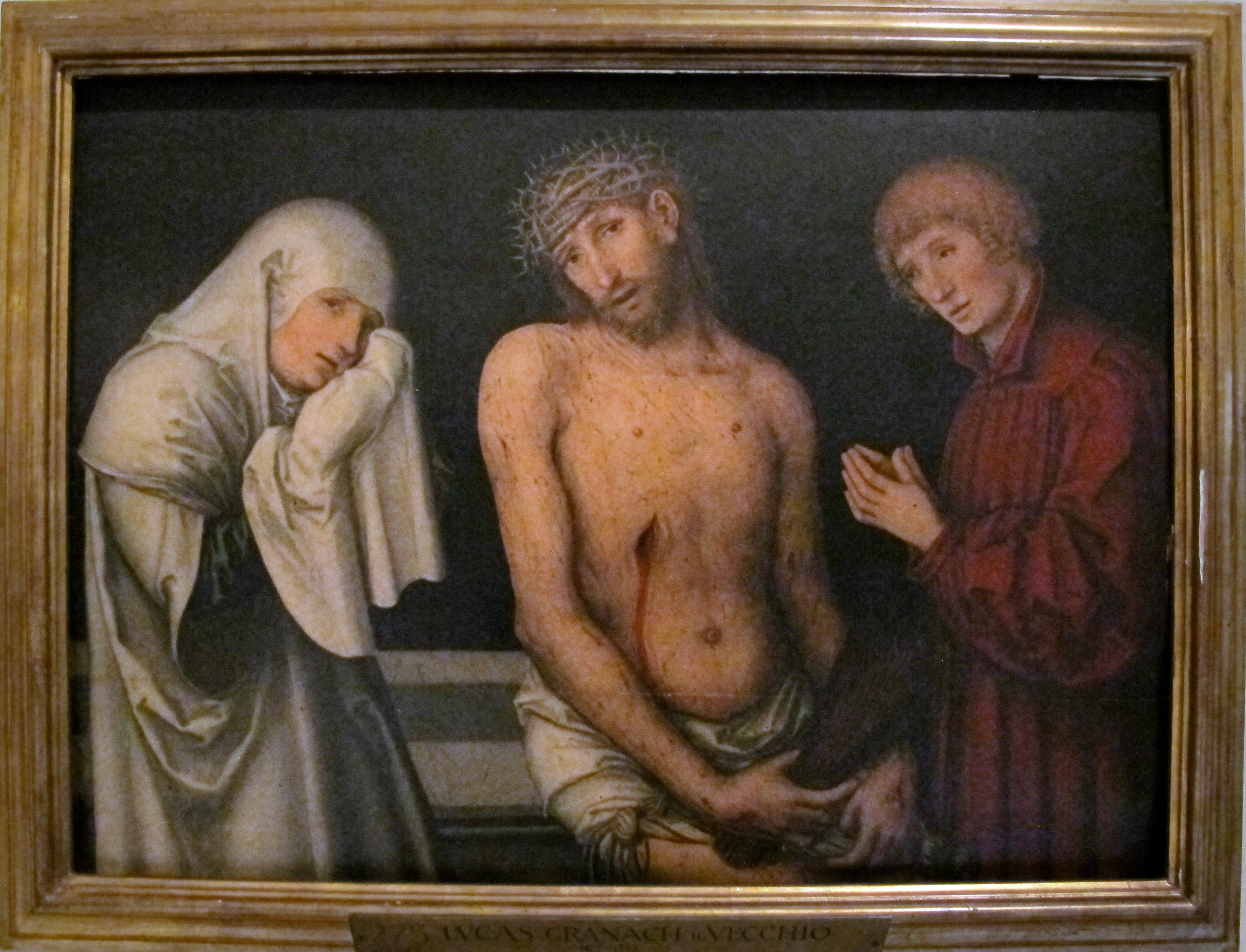
Pietà, Lucas Cranach l'Ancien.
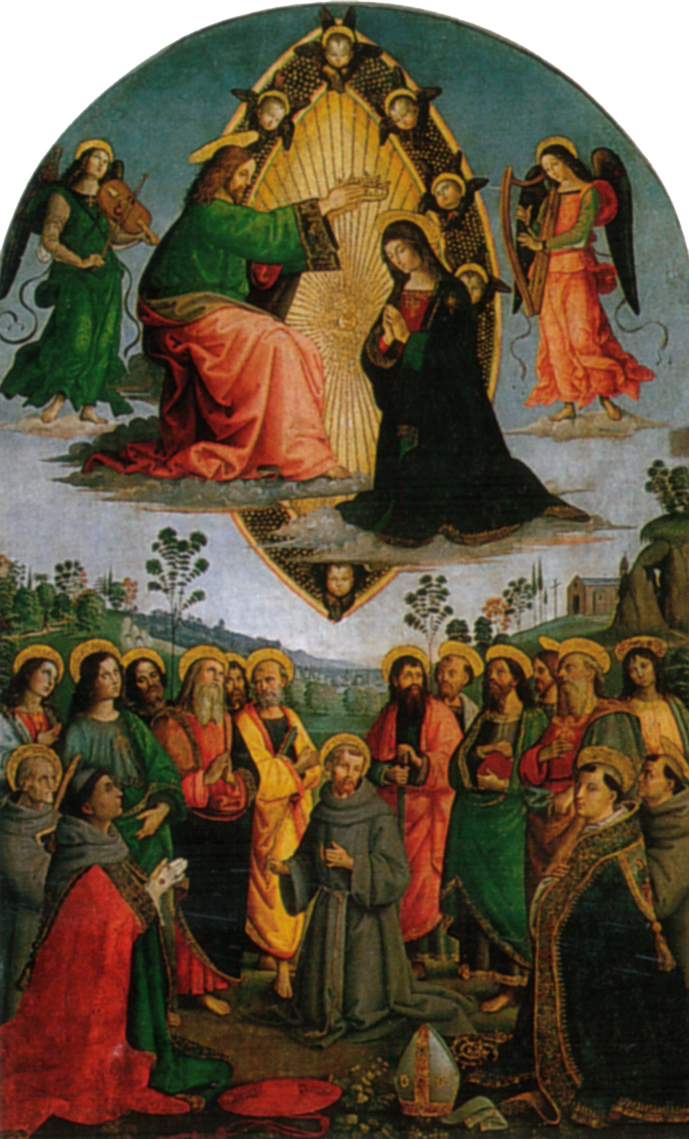
Couronnement de la Vierge, Pinturicchio.
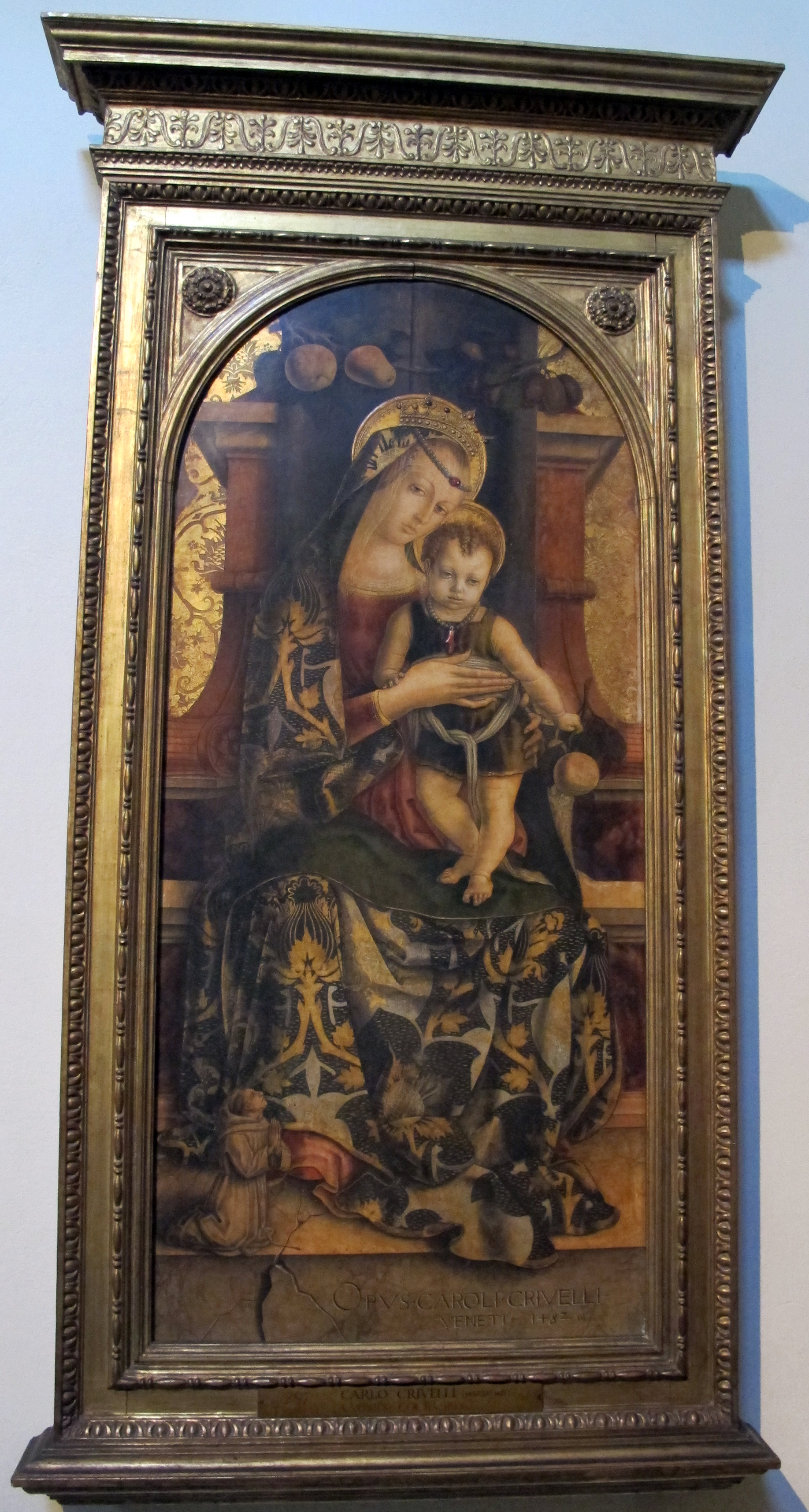
Carlo Crivelli, Vierge à l'Enfant avec un petit frère franciscain en prière.
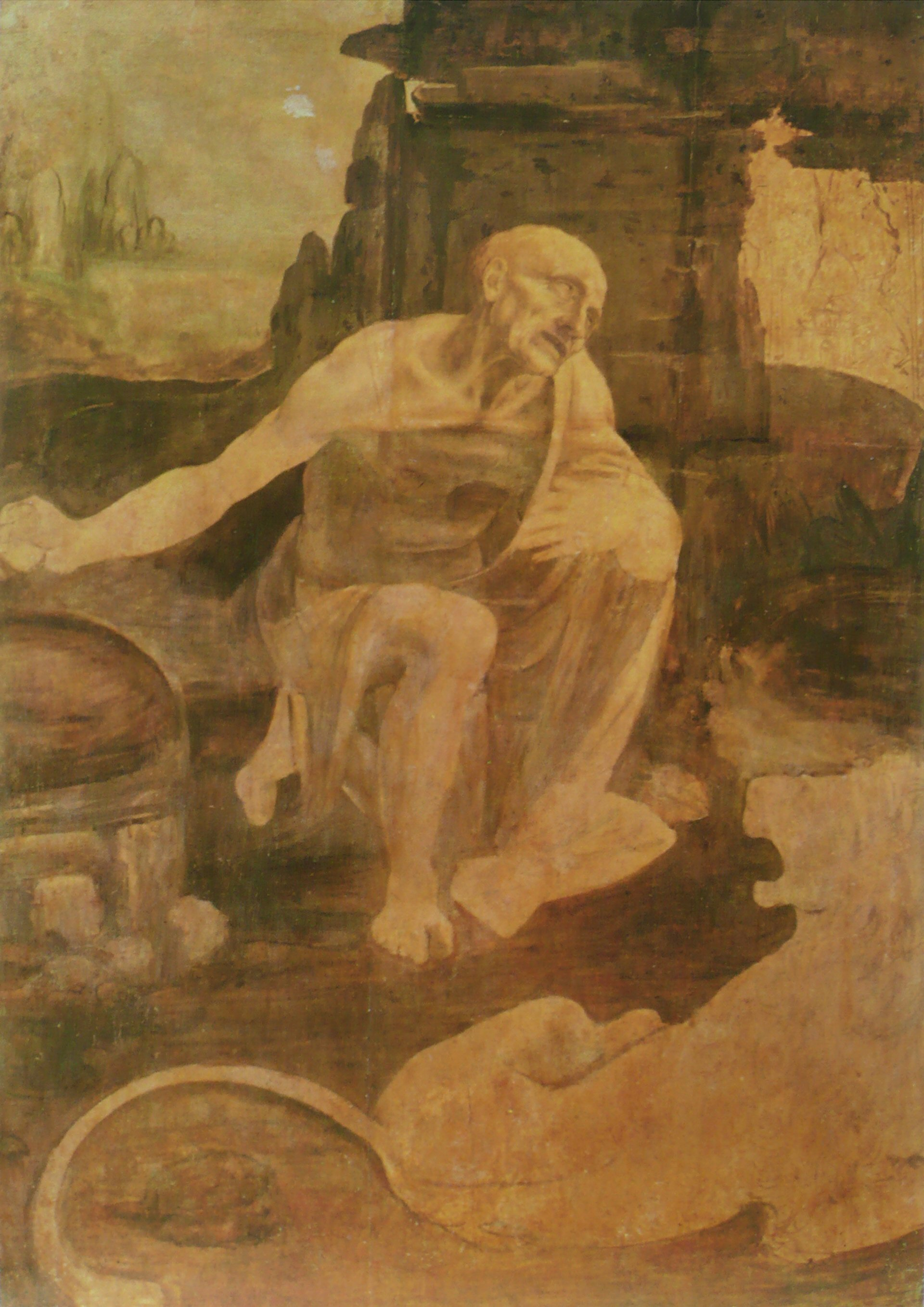
Saint Jérôme, Léonard de Vinci.

- Raphaël :  
  - Le Couronnement de la Vierge, huile sur bois transposée sur toile,, env.1501-1504,
  - La Madone de Foligno, huile sur bois transposée sur toile, env.1511-1512,
  - La Transfiguration, huile sur toile, 1518-1520 ;
- Le Titien : 
  - Vierge de Saint Nicolas des Frari, huile sur bois transposée sur toile, 1533-1535 ;
  - Doge Nicolo Marcello, vers 1542 ;
- Véronèse : La vision de Sainte Hélène, huile sur toile, env.1580 ;
- Jules Romain et Giovan Francesco Penni : Couronnement de la Vierge dite Vierge de Monteluce ;
- Federico Barocci : 
  - Repos pendant la fuite en Égypte, huile sur toile, 1570-1573,
  - La Bienheureuse Micheline ;
- Le Caravage : La Mise au tombeau, huile sur toile, env. 1600-1604 ;
- Guido Reni : 
  - Crucifixion de saint Pierre, huile sur bois, 1604-1605,
  - Saint Mathieu et l'ange ;
- Le Dominiquin : Communion de saint Jérôme, huile sur toile, 1614 ;
- Le Guerchin : Sainte Marie-Madeleine, vers 1623 ;
- Valentin de Boulogne : Martyre des saints Proces et Martinien ; huile sur toile, 1629 ;
- Nicolas Poussin : 
  - Le Martyre de saint Érasme, huile sur toile, 1628-1629,
  - La Bataille de Gédéon ;
- Orazio Gentileschi : Judith et la servante avec la tête d'Holopherne ;
- Trophime Bigot : Saint Sébastien soigné par Sainte Irène, 1579-1650 ;
- Giovanni Battista Salvi dit Sassoferrato : Vierge à l'Enfant sur un croissant de lune, huile sur toile, vers 1650.

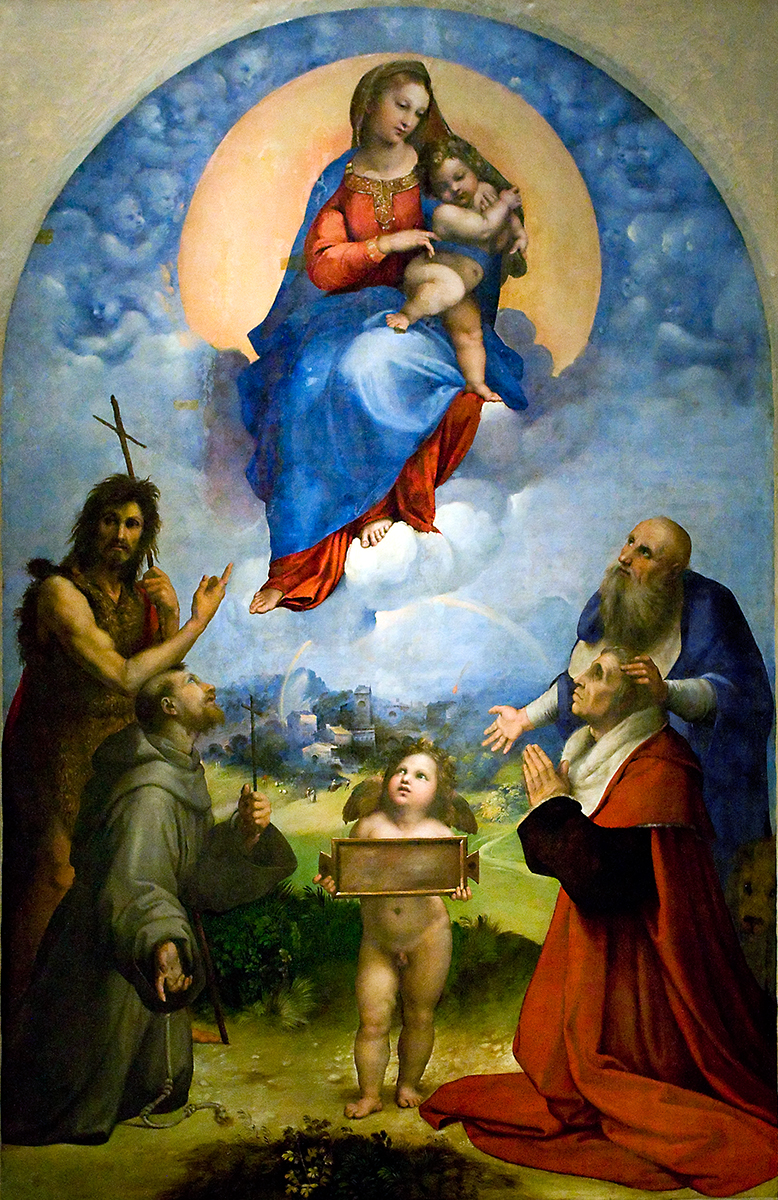
La Madone de Foligno, Raphaël.
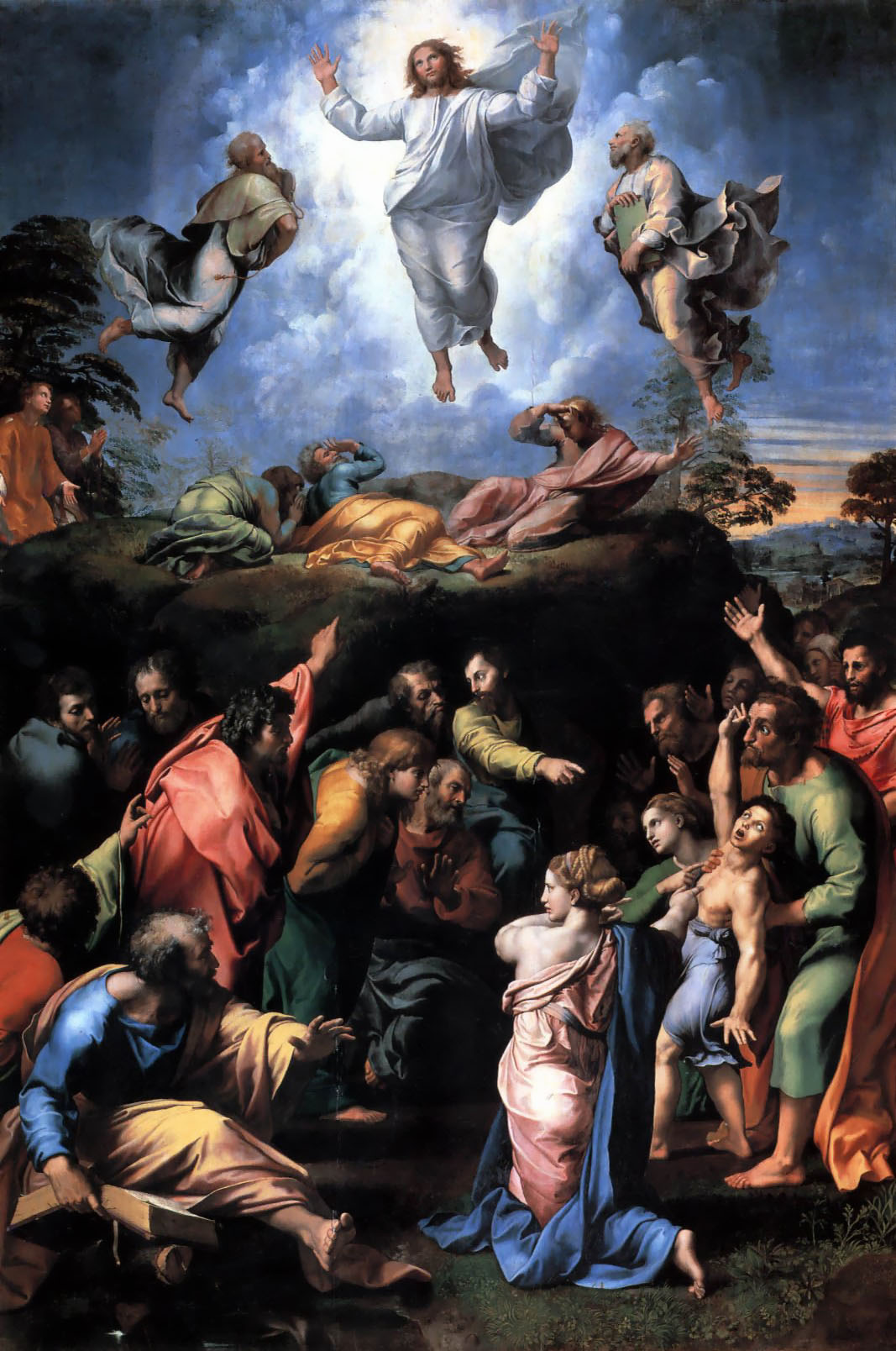
La Transfiguration, Raphaël.
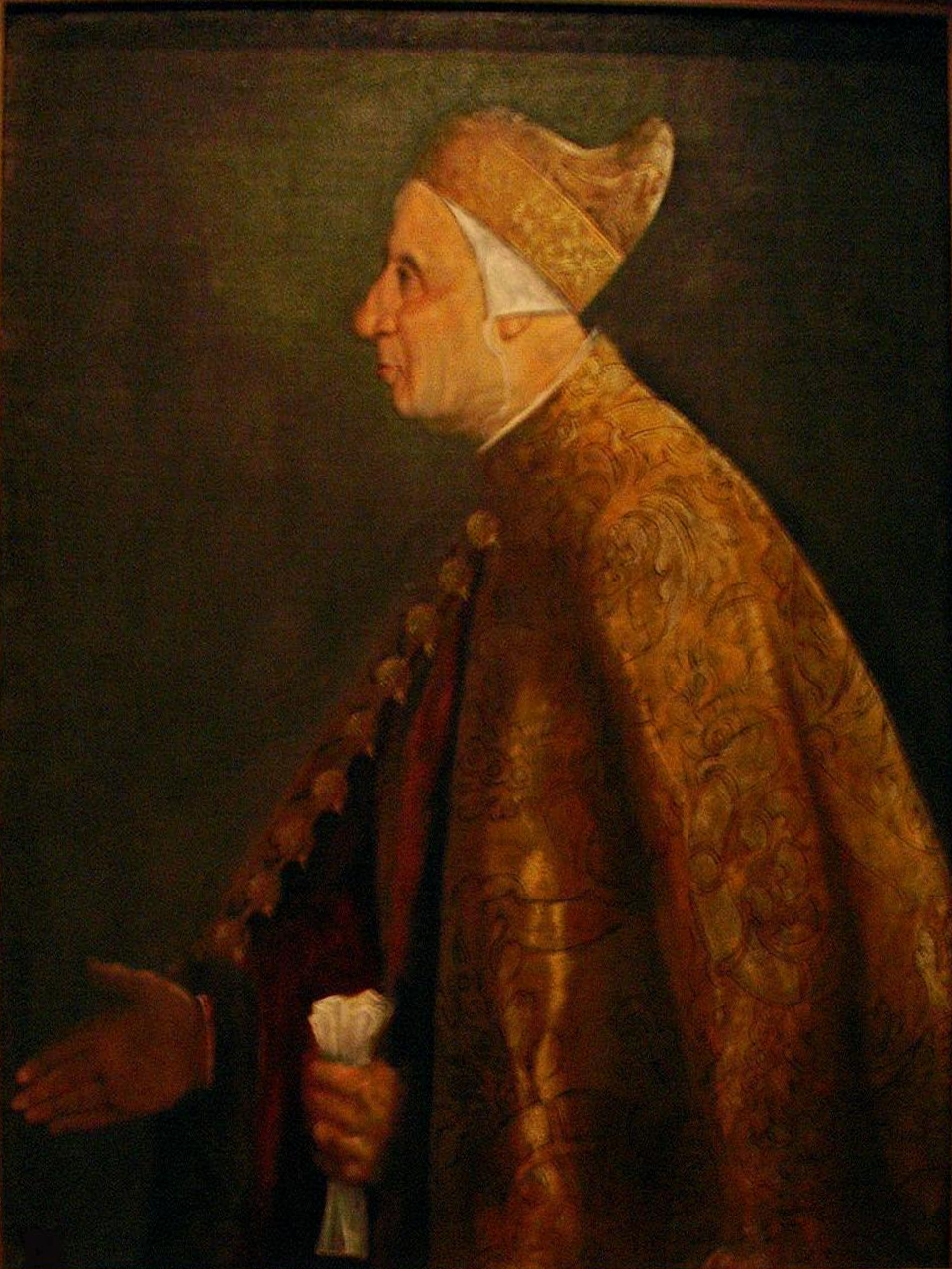
Le Doge Niccolo Marcello, le Titien.
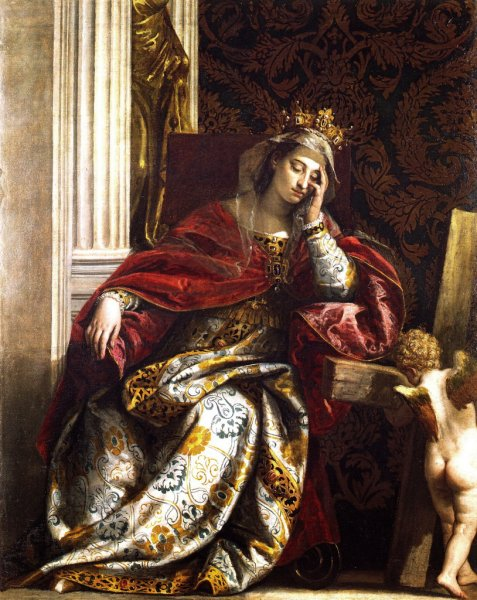
Vision de Sainte Hélène, Véronèse.
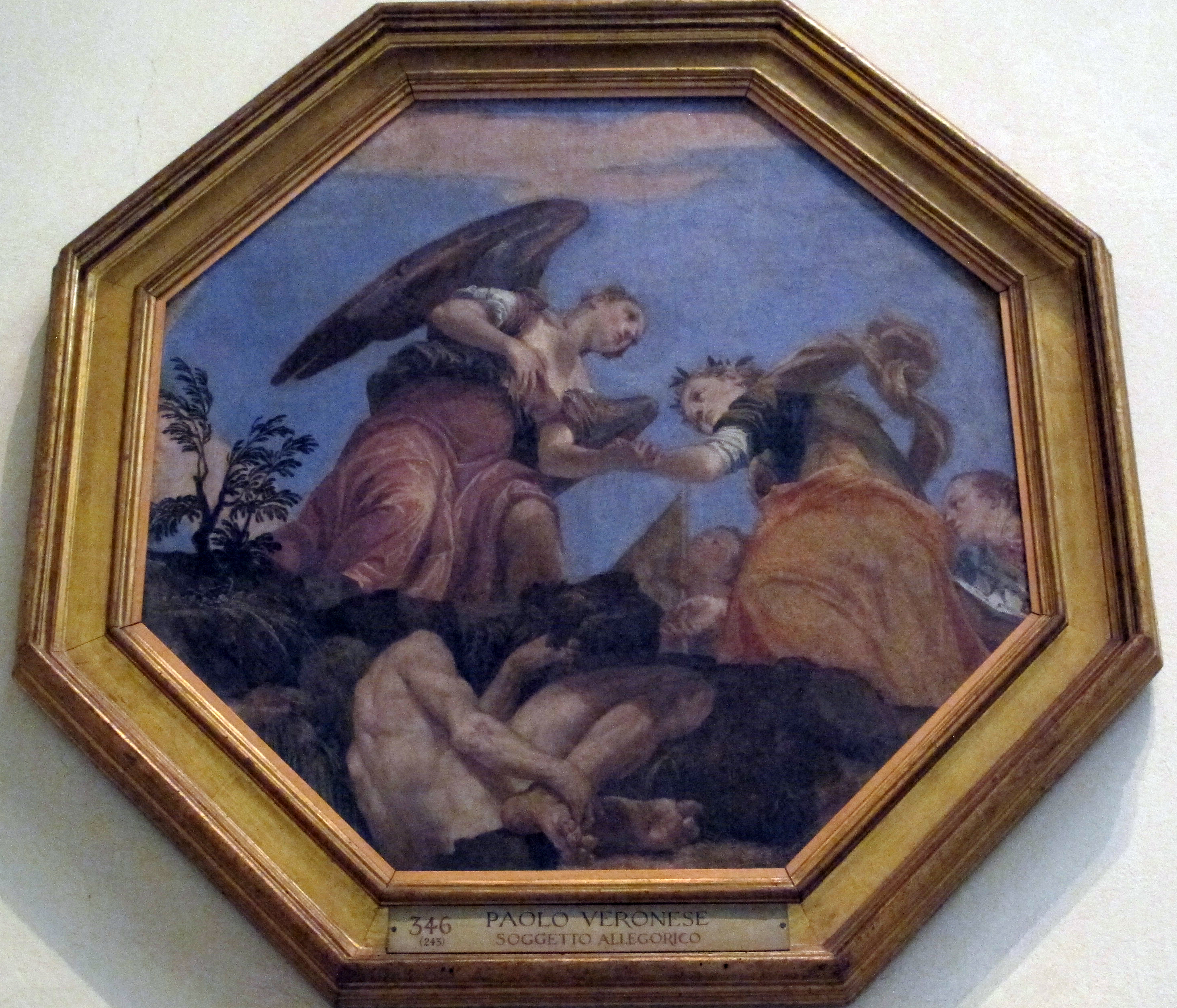
Allégorie des arts, Véronèse.
La Mise au tombeau, Le Caravage.
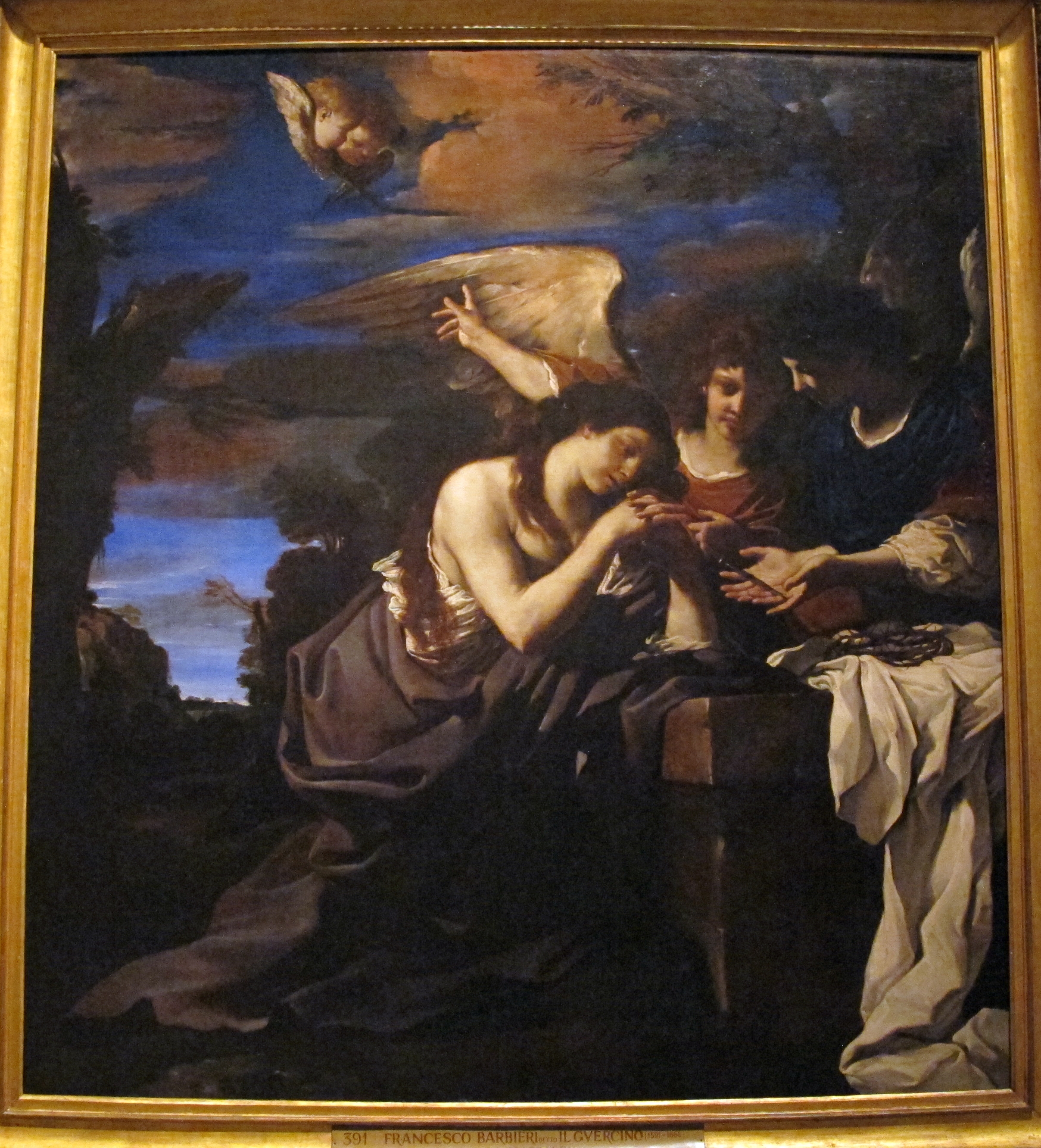
Sainte Marie-Madeleine, Le Guerchin.
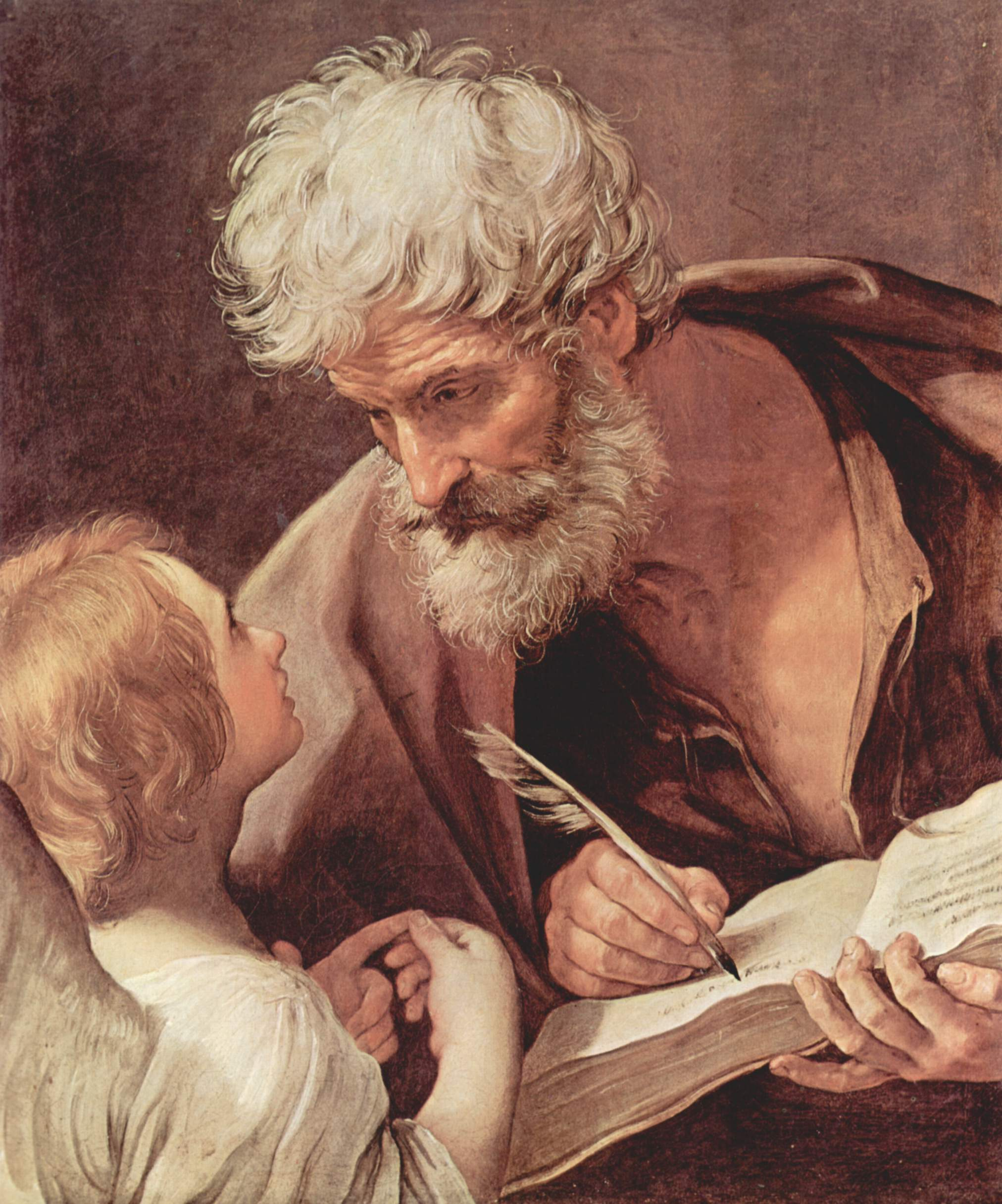
Saint Mathieu et l'Ange, Guido Reni.
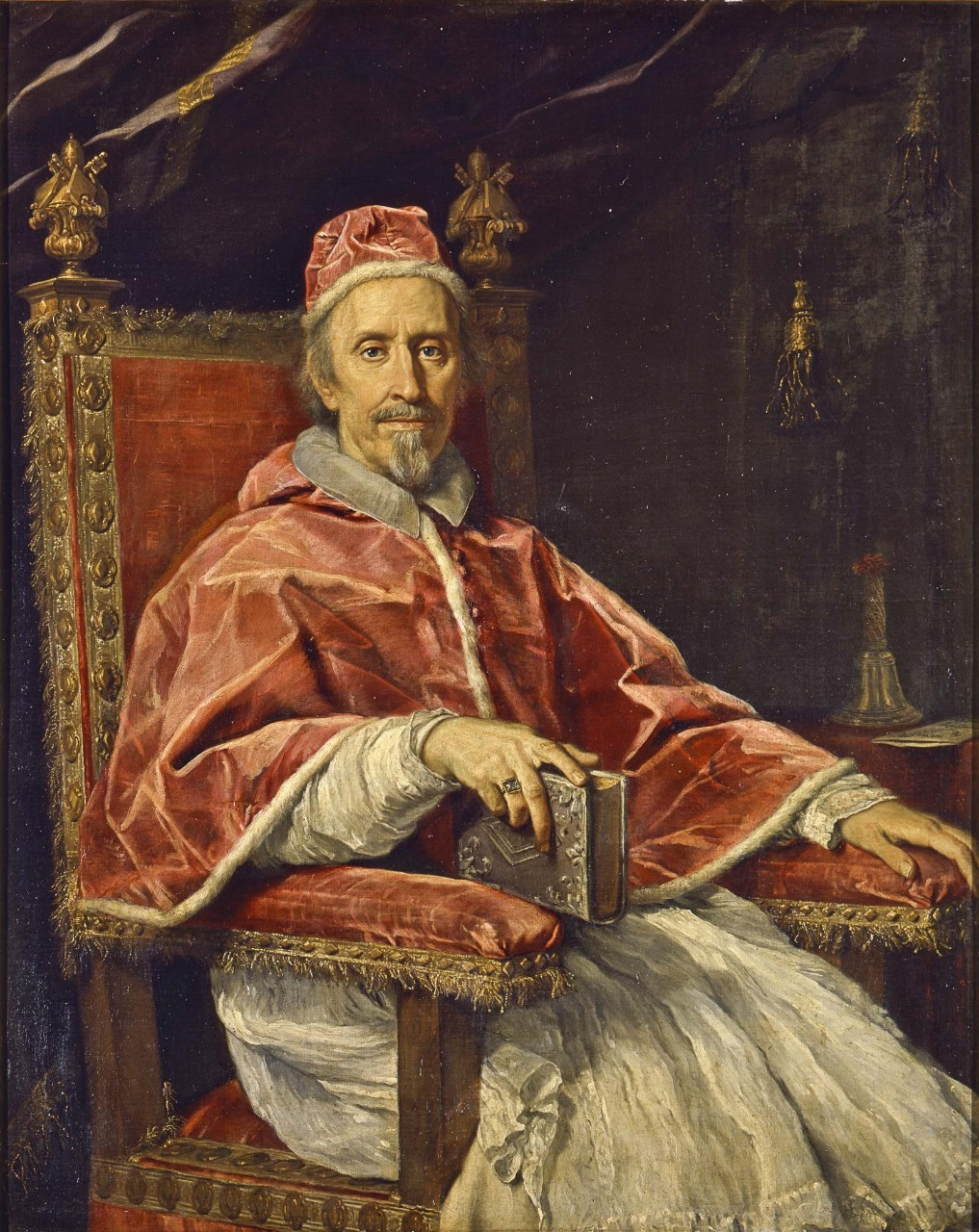
Clément IX, Carlo Maratta.
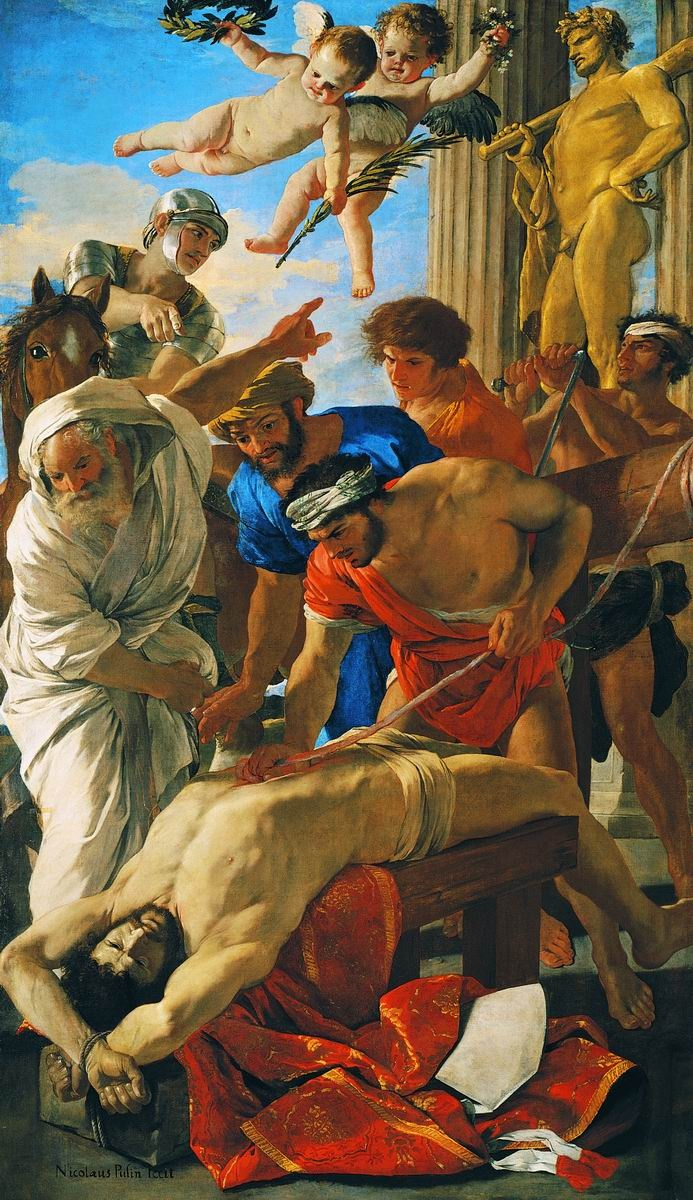
Le Martyre de saint Erasme, Nicolas Poussin.
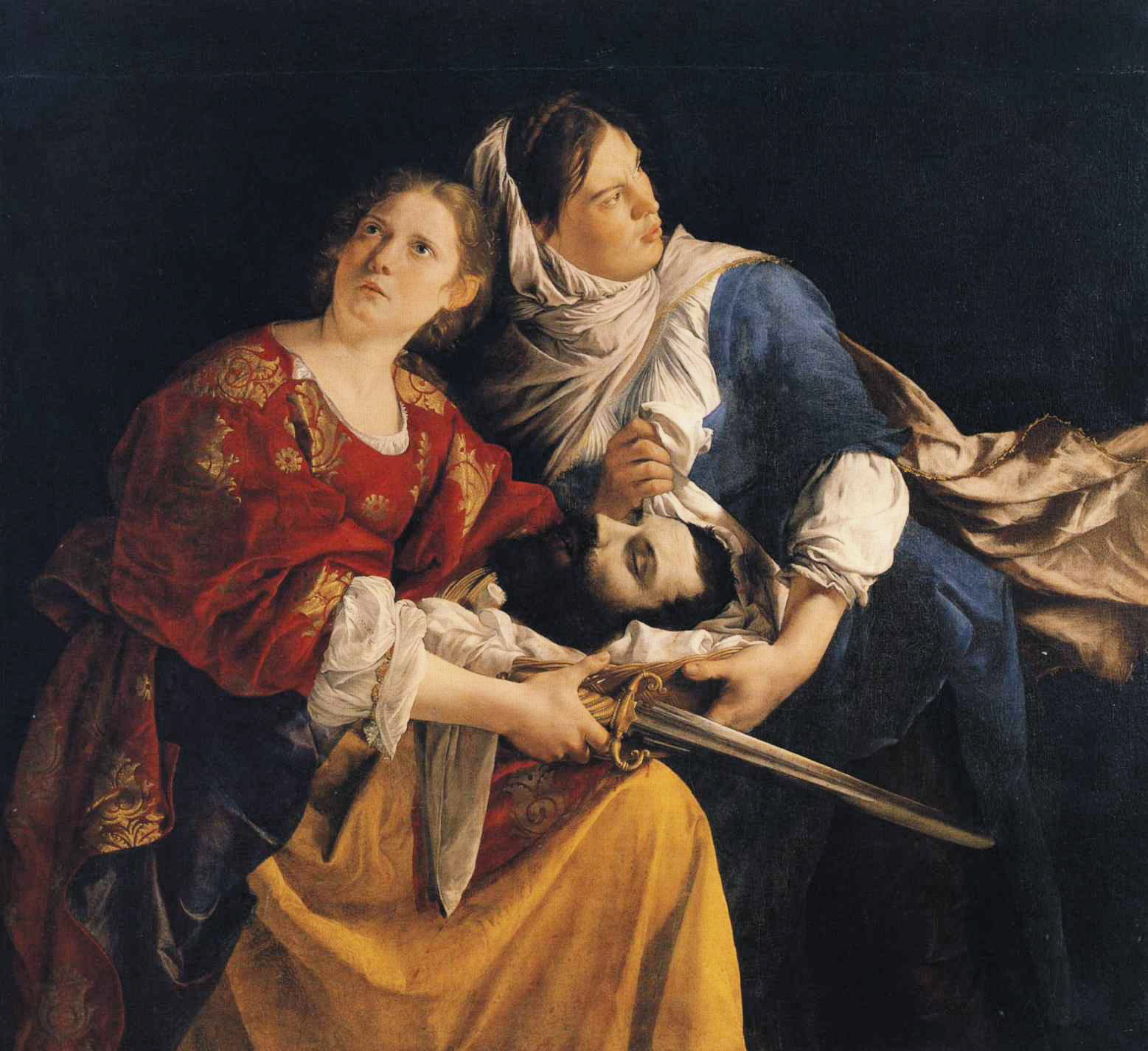
Judith et la servante avec la tête d'Holopherne, Orazio Gentileschi.
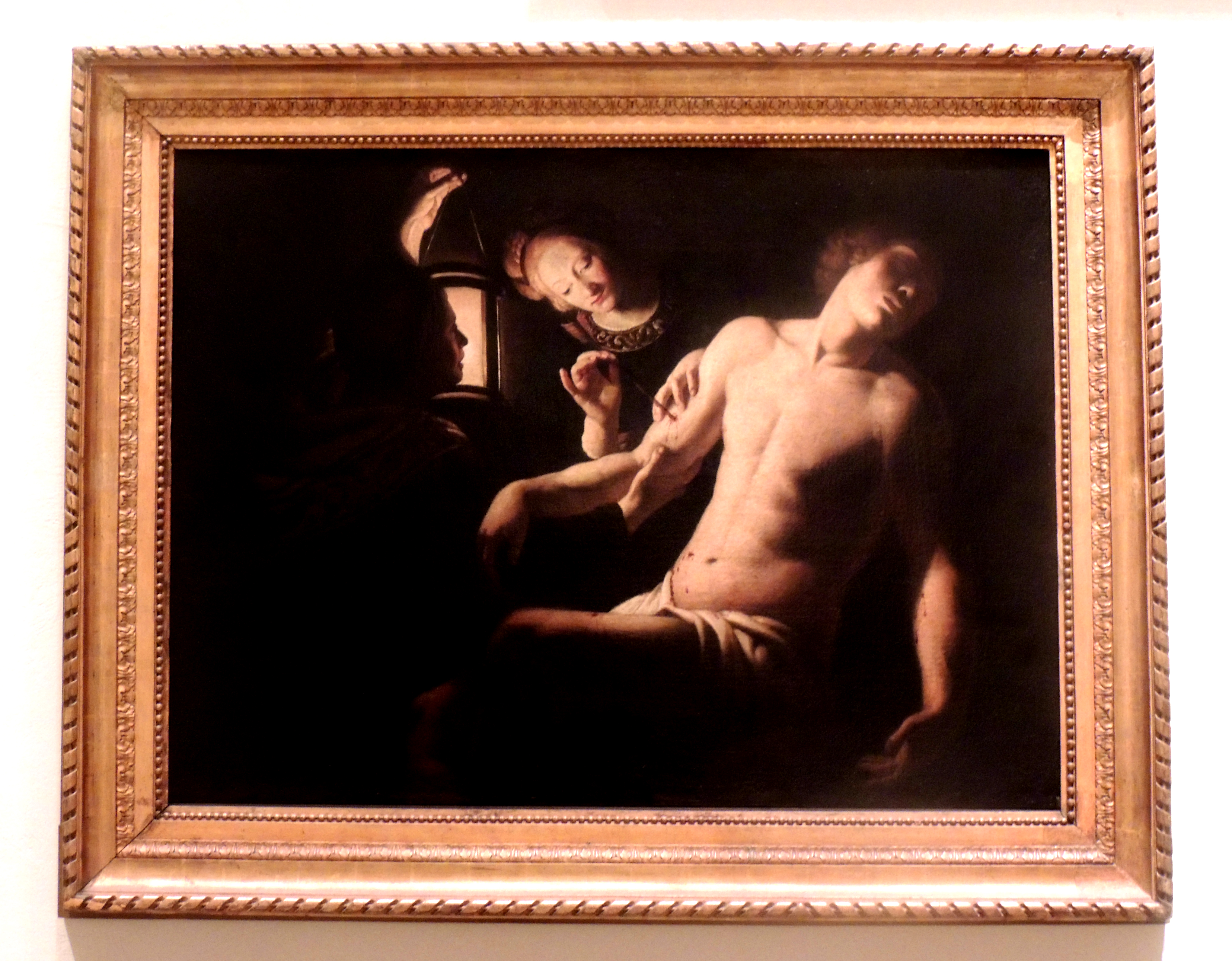
Saint Sébastien soigné par sainte Irène, Trophime Bigot.
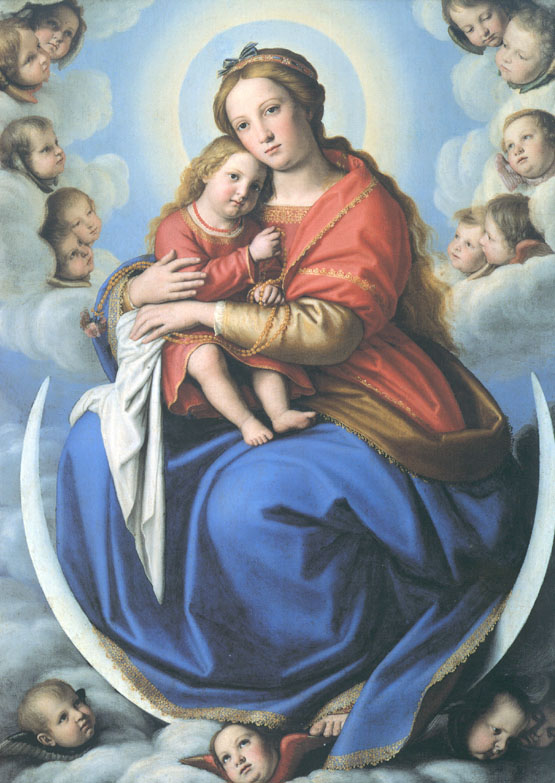
Vierge à l'Enfant sur un croissant de lune, Giovanni Battista Salvi dit Sassoferrato.
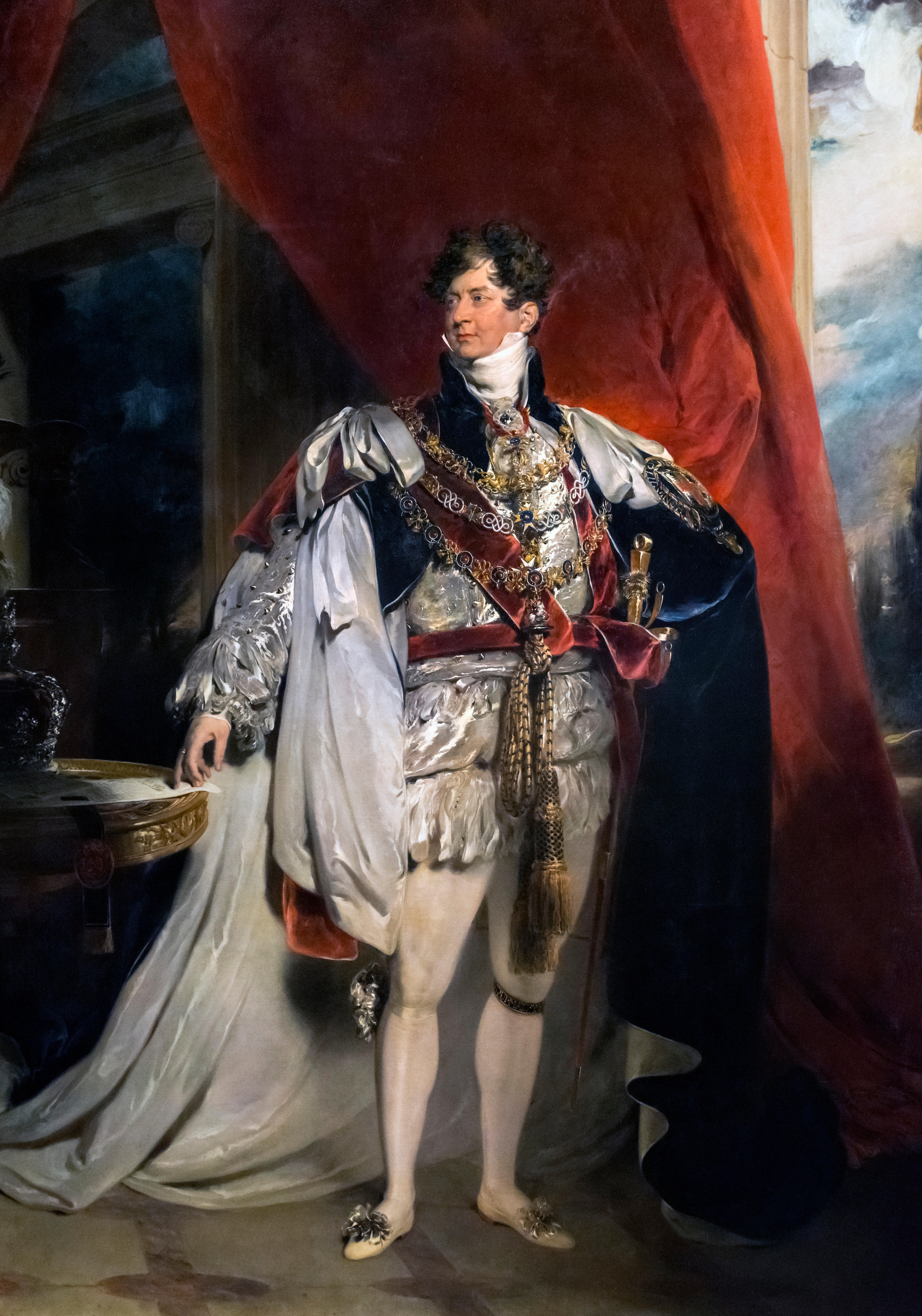
George IV, roi d'Angleterre, Thomas Lawrence.

## Source
- Ufficio Pubblicazioni Musei Vaticani, Les Musées du Vatican, Edizioni Musei Vaticani, 2010, p. 38-40,  (ISBN 978-88-8271-208-2).